# Flowermouth
Flowermouth – drugi album studyjny brytyjskiego duetu No-Man wydany w 1994. 
Tworzący zespół Steven Wilson i Tim Bowness zaprosili do współpracy nad albumem m.in. Roberta Frippa, Bena Colemana, Lisę Gerrard, Chrisa Maitlanda i Richarda Barbieriego
W roku 2008 ukazało się nakładem wydawnictwa Snapper Music rozszerzone zremasterowane wydanie płyty.
Przed wydaniem płyty z zespołu odszedł skrzypek Ben Coleman. Po wydaniu albumu zespół zawiesił na wiele lat działalność koncertową.

## Lista utworów

### wydanie 1994
1. Angel Gets Caught In The Beauty Trap - 10:34
2. You Grow More Beautiful - 5:27
3. Animal Ghost - 6:11
4. Soft Shoulders - 3:58
5. Shell Of A Fighter - 7:50
6. Teardrop Fall - 4:39
7. (Watching) Over Me - 4:47
8. Simple - 7:02
9. Things Change - 7:35

### wydanie 2008
1. Angel Gets Caught In The Beauty Trap - 10:34
2. You Grow More Beautiful - 5:27
3. Animal Ghost - 6:11
4. Soft Shoulders - 3:58
5. Shell Of A Fighter - 7:50
6. Teardrop Fall - 4:39
7. (Watching) Over Me - 4:47
8. Simple - 7:02
9. Things Change - 7:35
10. Angeldust (Remix) - 9.11
11. Born Simple - 10.09

## Twórcy
- Tim Bowness – śpiew
- Steven Wilson – instrumenty

### Gościnnie
- Ben Coleman – skrzypce (Angel Gets Caught In The Beauty Trap, Animal Ghost, Soft Shoulders, Shell Of A Fighter, Teardrop Fall, (Watching) Over Me, Things Change)
- Robert Fripp – gitara, efekty dźwiękowe ((Angel Gets Caught In The Beauty Trap, Animal Ghost, Shell Of A Fighter, Teardrop Fall, Simple, Things Change, Angeldust (Remix), Born Simple)
- Mel Collins – saksofon sopranowy (Angel Gets Caught In The Beauty Trap, Angeldust (Remix)), flet (Animal Ghost, Teardrop Fall)
- Ian Carr – trąbka (Angel Gets Caught In The Beauty Trap)
- Chris Maitland – instrumenty perkusyjne (Angel Gets Caught In The Beauty Trap, Animal Ghost, Things Change)
- Richard Barbieri – efekty dźwiękowe (Shell Of A Fighter)
- Lisa Gerrard – śpiew (Simple)
- Steve Jansen – instrumenty perkusyjne (Simple)